# Yuanshan
Yuanshan (員山鄉S, Yuánshān XiāngP) è un comune di Taiwan, situato nella provincia di Taiwan e nella contea di Yilan.